# Campo dei quozienti
In algebra, il campo dei quozienti o campo delle frazioni o campo quoziente di un dominio d'integrità unitario {\displaystyle D} è un campo {\displaystyle F} tale che ogni elemento di {\displaystyle F} può essere scritto come una frazione {\displaystyle a/b}, dove {\displaystyle a} e {\displaystyle b} sono elementi di {\displaystyle D} e {\displaystyle b} è diverso dallo zero di {\displaystyle D}, e dove la frazione {\displaystyle a/b} è definita (mediante la costruzione descritta nel seguito) come una classe di equivalenza di coppie {\displaystyle (a,b)}.
Ad esempio, l'insieme {\displaystyle \mathbb {Q} } dei numeri razionali è il campo dei quozienti dell'insieme {\displaystyle \mathbb {Z} } dei numeri interi. Il campo delle frazioni di un campo {\displaystyle F} coincide con sé stesso.
È un caso particolare di localizzazione di un anello.

## Costruzione
La costruzione del campo dei quozienti di un dominio d'integrità unitario ricalca la costruzione formale dei razionali a partire dagli interi: nel prodotto cartesiano {\displaystyle D\times (D\setminus \{0\})} si definisce la relazione di equivalenza
{\displaystyle (a,b)\sim (c,d)\iff ad=bc.}
Nell'insieme quoziente {\displaystyle F} di questa relazione si definiscono poi le due operazioni tra classi di equivalenza
{\displaystyle [(a,b)]+[(c,d)]=[(ad+bc,bd)],}
{\displaystyle [(a,b)]\cdot [(c,d)]=[(ac,bd)].}
che sono operazioni interne e definite in {\displaystyle F} e danno ad esso la struttura di campo. All'interno di {\displaystyle F} gli elementi del tipo {\displaystyle [(a,1)]} rappresentano gli elementi di {\displaystyle D}, ovvero l'insieme {\displaystyle D^{*}=\{[(a,1)]|a\in D\}\subset F} è una copia isomorfa di {\displaystyle D.}
L'elemento di {\displaystyle F} costituito dalla classe di equivalenza {\displaystyle [(a,b)]} di una coppia {\displaystyle (a,b)} viene anche indicato col simbolo di frazione {\displaystyle a/b}.

## Proprietà
Il campo dei quozienti di un dominio d'integrità assegnato è unico, ovvero tutti i campi dei quozienti di un dato dominio d'integrità unitario sono isomorfi tra loro; inoltre i campi dei quozienti di due domini d'integrità unitari isomorfi sono a loro volta isomorfi.